# Luis Carvallo
Luis Carvallo Ibarra (* unbekannt; † 1938) war ein chilenischer Fußballspieler. Der Stürmer wurde Torschützenkönig der ersten Primera División 1933.

## Karriere
Luis Carvallo spielte mindestens von 1933 bis 1935 für den CSD Colo-Colo. In der neu geschaffenen Primera División wurde der Stürmer erster Torschützenkönig 1933. In seiner Zeit von 1933 bis 1935 bei den Albos erzielte Carvallo 26 Tore in 19 offiziellen Spielen. Weiteres zu seiner Karriere ist allerdings nicht bekannt. Er starb 1938 sehr früh an einer Krankheit.

## Erfolge
- Torschützenkönig der Primera División: 1933 (9 Tore)